# Chicago (musical)
Chicago es un musical estadounidense con música de John Kander, letras de Fred Ebb y libreto de Bob Fosse y el propio Ebb. Ambientado en la ciudad de Chicago durante la era del jazz, el espectáculo está basado en la obra teatral homónima publicada en 1926 por la periodista Maurine Dallas Watkins, a partir de los crímenes reales que ella misma había cubierto para el Chicago Tribune. La historia es una crítica a la corrupción del sistema judicial y al concepto de criminales estrella.
La producción original de Broadway se estrenó en 1975 en el 46th Street Theatre (actual Richard Rodgers Theatre) y fue dirigida y coreografiada por Bob Fosse, cuyo estilo está especialmente asociado con este título. El debut en el West End londinense tuvo lugar cuatro años después, en 1979.
Pero la versión de Chicago que más éxito y popularidad ha alcanzado es el revival que desde 1996 se representa en Broadway, donde ocupa el segundo puesto de la lista de espectáculos de mayor permanencia en cartel con más de 11 000 funciones a sus espaldas. Su equivalente en Londres tuvo una vida de casi quince años, convirtiéndose en el musical americano más longevo en la historia del West End. Además, el espectáculo ha contado con numerosas producciones a lo largo de todo el mundo.
En 2002 fue llevado a la gran pantalla bajo la dirección de Rob Marshall, con Catherine Zeta-Jones, Renée Zellweger, Richard Gere, John C. Reilly, Queen Latifah y Christine Baranski en los papeles protagonistas.

## Historia
El musical Chicago está basado en la obra teatral homónima de la periodista Maurine Dallas Watkins, quien en 1924 cubrió los juicios de las asesinas Beulah Annan y Belva Gaertner por encargo del Chicago Tribune. Beulah Annan, que sirvió de modelo para el personaje de Roxie Hart, tenía veintitrés años cuando fue acusada del asesinato de su amante Harry Kalstedt el 3 de abril de 1924. Según el artículo publicado en el Chicago Tribune, Annan escuchó durante varias horas el popular tema de foxtrot «Hula Lou» antes de llamar a su marido para confesarle que había matado a un hombre por intentar tener relaciones sexuales con ella. Tras anunciar su embarazo y ser encumbrada como una celebridad por la prensa, Annan fue declarada inocente el 25 de mayo de 1924. Por su parte, Velma Kelly está basada en la cantante de cabaret Belva Gaertner. El 12 de marzo de 1924, el cuerpo de Walter Law fue encontrado sobre el volante del coche abandonado de su amante Gaertner, junto a una botella de ginebra y una pistola automática. Dos oficiales de policía declararon haber visto a una mujer entrando en el coche poco antes de que se escucharan disparos, pero Gaertner alegó que Law se había matado a sí mismo y fue absuelta el 6 de junio de 1924. Los abogados William Scott Stewart y W. W. O'Brien sirvieron de inspiración para crear el personaje de Billy Flynn.
Las sensacionalistas columnas que Watkins escribió para documentar estos juicios fueron tan populares que la periodista decidió convertirlas en una pieza teatral titulada Chicago. La obra fue aclamada por público y crítica, e incluso fue llevada a los escenarios de Broadway en 1926, alcanzando las 172 representaciones. En 1927, Cecil B. DeMille produjo una versión cinematográfica muda con Phyllis Haver como Roxie Hart y, en 1942, se volvió a llevar a la gran pantalla bajo el título Roxie Hart, protagonizada por Ginger Rogers, aunque en esta adaptación Roxie no era culpable del crimen.
En los años 60, Gwen Verdon leyó la obra de Watkins y habló con su marido Bob Fosse sobre la posibilidad de adaptarla en forma de musical. Fosse trató de comprar los derechos en varias ocasiones, pero Watkins se opuso una y otra vez ya que, en los últimos años, había ingresado en la Iglesia evangélica y consideraba que su pieza ensalzaba un modo de vida escandaloso. Sin embargo, tras la muerte de la periodista en 1969, sus herederos accedieron a vender los derechos al productor Richard Fryer y a los propios Verdon y Fosse. John Kander y Fred Ebb, compositores del musical Cabaret, comenzaron a trabajar en la partitura inspirándose para cada canción en un número clásico de vodevil y potenciando el paralelismo que la obra establecía entre el sistema judicial y el mundo del espectáculo en la sociedad contemporánea. El libreto fue escrito por Ebb en colaboración con Fosse, quien además se hizo cargo de la dirección y la coreografía.

## Producciones

### Broadway
1975
Chicago: A Musical Vaudeville levantó el telón por primera vez el 3 de junio de 1975 en el 46th Street Theatre de Broadway (actual Richard Rodgers Theatre) y se representó durante 936 funciones, despidiéndose definitivamente el 27 de agosto de 1977. Dirigido y coreografiado por Bob Fosse, el espectáculo estuvo protagonizado por Chita Rivera como Velma Kelly, Gwen Verdon como Roxie Hart, Jerry Orbach como Billy Flynn, Barney Martin como Amos Hart, Mary McCarty como Mama Morton y Michael O'Haughey como Mary Sunshine. En todas las versiones anteriores de Chicago, el personaje de Velma Kelly había sido un rol secundario, pero en el musical el personaje fue ampliado para equilibrar las actuaciones de Rivera y Verdon.
El montaje obtuvo críticas divididas y no fue bien recibido por algunos espectadores debido a su estilo brechtiano y a las continuas rupturas de la cuarta pared. Según James Leve, profesor de la Northern Arizona University y estudioso de Kander y Ebb, «Chicago es cínico y subversivo, y explota la mitología americana para arremeter contra la cultura de la fama».
Uno de los contratiempos a los que se enfrentó el musical fue que se estrenó el mismo año que A Chorus Line, el imbatible éxito de Michael Bennett que arrasó tanto en la taquilla como en los premios Tony. Además, estuvo a punto de cerrar cuando Verdon tuvo que ser operada de nódulos en la garganta tras inhalar una pluma en el número final. Gracias a que Liza Minnelli se ofreció para sustituirla durante su convalecencia, Chicago pudo continuar e incluso ganó en popularidad. Posteriormente, el papel de Roxie Hart también recayó en Ann Reinking, quien años después volvería a interpretarlo en el exitoso revival de 1996, en el que además se hizo cargo de la coreografía.
1996
En mayo de 1996, el New York City Center presentó una versión en concierto de Chicago dentro de su ciclo Encores!, un programa dedicado a recuperar musicales antiguos que han caído en el olvido. El montaje fue dirigido por Walter Bobbie, con coreografías «al estilo de Bob Fosse» de Ann Reinking, quien de nuevo interpretó a Roxie Hart junto a Bebe Neuwirth como Velma Kelly, James Naughton como Billy Flynn, Joel Grey como Amos Hart, Marcia Lewis como Mama Morton y David Sabella como Mary Sunshine. Aunque durante la representación los actores salían a escena con el libreto en la mano y las coreografías estaban sin pulir, el espectáculo fue bien recibido por la crítica y enseguida se empezó a hablar de una posible transferencia a un teatro del circuito comercial. Finalmente, el musical se reestrenó en el Richard Rodgers Theatre de Broadway el 14 de noviembre de 1996, de la mano de los productores Barry y Fran Weissler, con un nuevo libreto escrito por David Thompson y el mismo reparto principal. El resto del equipo creativo lo formaron John Lee Beatty en el diseño de escenografía, William Ivey Long en el diseño de vestuario, Ken Billington en el diseño de iluminación, Scott Lehrer en el diseño de sonido y Rob Fisher en la dirección musical. La obra batió todos los récords al recuperar la inversión inicial en menos tiempo que cualquier otro musical en la historia de Broadway, debido en parte a su propia naturaleza minimalista (el escenario consistía únicamente en un stand para la orquesta y el vestuario era sencillo y de color negro).
Al contrario que la puesta en escena original, el nuevo revival tuvo el apoyo tanto del público como de la crítica. La sociedad había cambiado gracias a escándalos como el caso O. J. Simpson y la audiencia estaba más receptiva al concepto de criminales estrellas. En la edición de 1997 de los Tony, Chicago fue premiado en seis categorías, más que ninguna otra reposición hasta la fecha, incluyendo mejor revival de un musical, mejor actor principal (James Naughton), mejor actriz principal (Bebe Neuwirth), mejor director, mejor coreografía y mejor diseño de iluminación. Más tarde, su récord sería batido por el revival de South Pacific de 2008, que consiguió ocho galardones.
Desde su estreno en 1996, Chicago ha tenido tres hogares diferentes: el Richard Rodgers Theatre entre el 14 de noviembre de 1996 y el 9 de febrero de 1997, el Shubert Theatre entre el 11 de febrero de 1997 y el 26 de enero de 2003, y el Ambassador Theatre desde el 29 de enero de 2003.
El 12 de marzo de 2020, la producción se vio obligada a echar el cierre de manera provisional debido a la pandemia de COVID-19. Tras año y medio de inactividad, Chicago reabrió sus puertas el 14 de septiembre de 2021. En la actualidad ocupa el segundo puesto de la lista de espectáculos de mayor permanencia en cartel en la historia de Broadway, solo superado por El fantasma de la ópera.
Entre los muchos intérpretes y celebridades que han participado en el musical durante su larga andadura podemos encontrar a Adam Pascal, Alan Thicke, Amra-Faye Wright, Amy Spanger, Alyssa Milano, Ana Villafañe, Angelica Ross, Ariana Madix, Ashlee Simpson, Billy Ray Cyrus, Billy Zane, Brandy Norwood, Brooke Shields, Carol Woods, Chandra Wilson, Charlotte d'Amboise, Chris Sullivan, Christie Brinkley, Christine Pedi, Christopher Fitzgerald, Christopher Sieber, Cuba Gooding Jr., Debra Monk, Eddie George, Elvis Stojko, Erich Bergen, Erika Jayne, Gretchen Mol, Isaac Mizrahi, Jaime Camil, James Monroe Iglehart, Jeff McCarthy, Jennifer Holliday, Jennifer Nettles, Jerry Springer, Jinkx Monsoon, Joey Lawrence, John O'Hurley, Kara DioGuardi, Kevin Chamberlin, Kevin Richardson, Leigh Zimmerman, Lillias White, Lisa Rinna, Marco Zunino, Marilu Henner, Marti Pellow, Mel B, Melanie Griffith, Melora Hardin, Michael C. Hall, Michelle Williams, Mýa, Nana Visitor, NeNe Leakes, Norm Lewis, Pamela Anderson, Patrick Swayze, Paulo Szot, Philip Casnoff, Rita Wilson, Rob Bartlett, Roz Ryan, Rumer Willis, Ruthie Henshall, Samantha Harris, Sebastián Yatra, Shiri Maimon, Sofía Vergara, Taye Diggs, Todrick Hall, Tony Yazbeck, Usher, Veronica Dunne y Wendy Williams. Roz Ryan es la actriz que más tiempo ha formado parte de la compañía, con un total de 223 semanas en la piel de Mama Morton. Por su parte, Bebe Neuwirth es la única intérprete estadounidense que ha dado vida a los tres personajes femeninos principales de la obra. Además, Chicago ha permitido a artistas procedentes de diferentes producciones internacionales hacer su debut en Broadway, incluyendo a Anna Montanaro (Austria), Bianca Marroquín (México), Caroline O'Connor (Australia), Larisa Dolina (Rusia), Pasquale Aleardi (Alemania), Petra Nielsen (Suecia), Pia Douwes (Países Bajos) y Ryoko Yonekura (Japón).

### West End
1979
El estreno en Londres tuvo lugar el 10 de abril de 1979 en el Cambridge Theatre del West End, previo paso por el Crucible Theatre de Sheffield, donde pudo verse a modo de prueba antes de dar el salto a la capital inglesa. Producida por Ray Cooney y Larry Parnes, la versión británica de Chicago contó con dirección de Peter James, coreografía de Gillian Gregory y un elenco encabezado por Jenny Logan como Velma Kelly, Antonia Ellis como Roxie Hart, Ben Cross como Billy Flynn, Don Fellows como Amos Hart, Hope Jackman como Mama Morton y G. Lyons como Mary Sunshine. El montaje fue nominado a tres premios Olivier y se mantuvo en cartel casi dos años, realizando un total de 609 funciones.
1997
Chicago volvió a estrenarse en el West End londinense el 18 de noviembre de 1997, esta vez en el Adelphi Theatre, y al igual que en Broadway, el revival fue dirigido por Walter Bobbie y coreografiado por Ann Reinking. El reparto original estuvo liderado por Ute Lemper como Velma Kelly, Ruthie Henshall como Roxie Hart, Henry Goodman como Billy Flynn, Nigel Planer como Amos Hart, Meg Johnson como Mama Morton y Charles Shirvell como Mary Sunshine. En la ceremonia de entrega de los premios Olivier de 1998, Chicago se alzó con los galardones al mejor musical y a la mejor actriz (Ute Lemper).
El 28 de abril de 2006, la producción fue transferida al Cambridge Theatre (hogar de la puesta en escena original de 1979), donde se representó hasta el 27 de agosto de 2011, para continuar después en el Garrick Theatre a partir del 7 de noviembre de 2011. Finalmente, la obra bajó el telón por última vez el 1 de septiembre de 2012, tras un recorrido de casi quince años y con el doble récord de ser tanto la reposición como el musical americano de mayor permanencia en cartel en la historia del West End.
Al igual que su homólogo en Broadway, el revival de Londres vio pasar por su elenco a multitud de celebridades, incluyendo a Alison Moyet, America Ferrera, Anita Dobson, Anita Louise Combe, Aoife Mulholland, Ashlee Simpson, Bonnie Langford, Brooke Shields, Chita Rivera, Christie Brinkley, Claire Sweeney, Clive Rowe, Darius Campbell, David Hasselhoff, Denise van Outen, Frances Ruffelle, Gaby Roslin, Ian Kelsey, James Doherty, Jennifer Ellison, Jerry Springer, Jill Halfpenny, Joel Grey, John Barrowman, Josefina Gabrielle, Justin Lee Collins, Kelly Osbourne, Kevin Richardson, Leigh Zimmerman, Les Dennis, Linzi Hateley, Lynda Carter, Maria Friedman, Marti Pellow, Michael French, Michael Greco, Michelle Williams, Peter Davison, Raza Jaffrey, Sacha Distel, Sally Ann Triplett, Tina Arena y Tony Hadley.
2018
Tras cinco años de ausencia, Chicago regresó a la cartelera londinense para iniciar una nueva andadura en el Phoenix Theatre a partir del 11 de abril de 2018. Josefina Gabrielle como Velma Kelly, Sarah Soetaert como Roxie Hart, Cuba Gooding Jr. como Billy Flynn, Paul Rider como Amos Hart, Ruthie Henshall como Mama Morton y Alan Richardson como Mary Sunshine encabezaron el reparto en esta ocasión.
Aunque en principio el periodo de venta de entradas se abrió hasta el 30 de junio de 2018, la buena respuesta del público permitió extender las representaciones durante nueve meses, siendo la última función el 5 de enero de 2019. Entre los intérpretes que protagonizaron el espectáculo en esta etapa podemos encontrar a Alexandra Burke, Caroline Flack, Duncan James, Laura Tyrer, Martin Kemp, Mazz Murray y Todrick Hall.

### Argentina
1977
Argentina fue el primer país en acoger una versión en idioma español de Chicago. Producido por Alejandro Romay, el musical se estrenó en 1977 en el teatro El Nacional de Buenos Aires, con dirección de Wilfredo Ferrán y un elenco liderado por Ámbar La Fox como Velma Kelly, Nélida Lobato como Roxie Hart, Marty Cosens como Billy Flynn, Juan Carlos Thorry como Amos Hart, Jovita Luna como Mama Morton y J. L. López como Mary Sunshine.
2001
El 17 de enero de 2001, Chicago regresó a los escenarios porteños, en esta ocasión al Teatro Ópera, con una producción idéntica al revival de Broadway dirigido por Walter Bobbie y coreografiado por Ann Reinking. El montaje corrió a cargo de la empresa CIE y contó con Sandra Guida como Velma Kelly, Alejandra Radano como Roxie Hart, Rodolfo Valss como Billy Flynn, Salo Pasik como Amos Hart, María Rosa Fugazot como Mama Morton y Marcelo de Paula como Mary Sunshine. Marcela Paoli, quien en 2009 interpretaría el papel de Roxie Hart en Madrid, formó parte del cuerpo de baile y fue suplente de ese mismo personaje.
2010
A mediados de 2008, DG Medios y Espectáculos anunció la vuelta de Chicago a la cartelera de Buenos Aires con Florencia Peña en el papel de Roxie Hart, pero debido a la recesión económica mundial, la productora decidió aplazar el estreno y Peña salió del proyecto. Finalmente, el musical pudo levantar el telón el 1 de noviembre de 2010 en el Teatro Lola Membrives, protagonizado por Melania Lenoir como Velma Kelly (Lenoir ya había sido seleccionada en 2008 para ser la compañera de Florencia Peña), Natalia Cociuffo como Roxie Hart, Martín Ruiz como Billy Flynn, Horacio Vay como Amos Hart, Alejandra Perlusky como Mama Morton (posteriormente reemplazada por Georgina Barbarossa) y Matías Rivero como Mary Sunshine. 
La producción finalizó el 26 de junio de 2011, después de 180 representaciones y más de 70 000 espectadores.

### España
1997
La primera vez que Chicago pudo verse en España fue con una producción en catalán que se representó en el Teatre Arnau de Barcelona entre el 11 de marzo y el 16 de octubre de 1997. Posteriormente el espectáculo se embarcó en una gira por Cataluña que finalizó de nuevo en la Ciudad Condal, esta vez en el Teatre Principal, donde se instaló entre el 9 de julio y el 2 de agosto de 1998.
El montaje salió de la escuela de danza y teatro musical de Coco Comín, y contó con coreografía y dirección artística de la propia Comín, dirección escénica de Marc Montserrat, dirección musical de Benjamin Davies y adaptación al catalán de Roser Batalla y Roger Peña. El elenco estuvo formado por Ester Bartomeu como Velma Kelly, Àngels Marcer como Roxie Hart, Jaume Bernet como Billy Flynn, Xavier Serrat como Amos Hart, Emma Gómez como Mama Morton y Jaume Giró como Mary Sunshine.
1999
En 1999, el director Ricard Reguant volvió a poner en escena el musical, esta vez en castellano. Producido por Enrique y Alain Cornejo y Mariano Schoendorff, el montaje se estrenó el 16 de febrero de 1999 en el Teatro Nuevo Apolo de Madrid, donde permaneció hasta el 13 de junio de 1999. Aunque en un principio la actriz y presentadora de televisión Belinda Washington fue seleccionada para interpretar el papel de Roxie Hart, una lesión en el tobillo durante los ensayos la apartó del proyecto, siendo reemplazada por su suplente Mar Regueras. El resto del reparto lo completaron Àngels Gonyalons como Velma Kelly, Joan Crosas como Billy Flynn, Juan Carlos Martín como Amos Hart, Lia Uyá como Mama Morton y Lorenzo Moncloa como Mary Sunshine. Las coreografías fueron recreadas por Barry McNabb a partir de las originales de Bob Fosse, mientras que la dirección musical recayó en Xavier Navarro y Arnau Vilà, con escenografía y vestuario de Pere Francesch, diseño de iluminación de Nicolás Fischtel, traducción del libreto de Xavier Mateu y Víctor Conde, y adaptación de las canciones al castellano de Albert Mas-Griera. La producción recibió buenas críticas y en la tercera edición de los Premios Max fue nominada en cuatro categorías, alzándose finalmente con los galardones al mejor espectáculo de teatro musical y a la mejor dirección musical.
Tras su estancia en el Teatro Nuevo Apolo, el montaje comenzó una gira por todo el país que incluyó una segunda temporada en Madrid, esta vez en el Teatro Avenida entre 16 de septiembre y el 14 de noviembre de 1999, y otra en el Teatre Tívoli de Barcelona entre el 19 de enero y el 6 de febrero de 2000.
2009
A principios de 2009, la desaparecida productora Butaca Stage convocó audiciones para una nueva puesta en escena de Chicago en Barcelona, pero por problemas legales de la empresa el proyecto fue cancelado. Finalmente fue Stage Entertainment quien junto a Vertigo Tours se hizo cargo de la producción, que por primera vez en España fue una réplica exacta del revival neoyorquino dirigido por Walter Bobbie y coreografiado por Ann Reinking. Con una inversión de 2,5 millones de euros, el espectáculo se estrenó el 26 de noviembre de 2009 en el Teatro Coliseum de Madrid, protagonizado por Natalia Millán como Velma Kelly, Marcela Paoli como Roxie Hart, Manuel Bandera como Billy Flynn, Fedor de Pablos como Amos Hart, Linda Mirabal como Mama Morton y Gerónimo Rauch como Mary Sunshine. Scott Faris y Nigel West fueron los directores asociados, con Gareth Valentine como supervisor musical, Gary Chryst como coreógrafo asociado, Moira Chapman como directora residente y Sergi Cuenca como director musical. El libreto fue traducido por Victor Conde, mientras que las letras en castellano llevaron la firma de Alicia Serrat.
Chicago se despidió del Teatro Coliseum el 18 de julio de 2010 y a continuación inició un tour nacional que arrancó el 12 de agosto de 2010 en el Teatro Arriaga de Bilbao y concluyó el 31 de julio de 2011 en el Teatro Principal de Vitoria. Una vez terminada la gira, el montaje realizó una temporada limitada en el Teatre Tívoli de Barcelona entre el 22 de septiembre y el 13 de noviembre de 2011, y otra en el Nuevo Teatro Alcalá de Madrid entre el 23 de noviembre de 2011 y el 15 de enero de 2012. En total, esta versión de Chicago alcanzó las 712 funciones y fue vista por aproximadamente 537 000 espectadores.
2023
Entre el 5 de octubre de 2023 y el 28 de abril de 2024, Chicago se representó en el Teatro Apolo de Madrid con Ela Ruiz como Velma Kelly, Silvia Álvarez como Roxie Hart, Ivan Labanda como Billy Flynn, Alejandro Vera como Amos Hart, Inma Cuevas como Mama Morton y Albert Bolea como Mary Sunshine. SOM Produce estuvo detrás de esta nueva etapa del espectáculo que contó con Tânia Nardini como directora asociada, Rob Bowman como supervisor musical, Gary Chryst como coreógrafo asociado, Víctor Conde como director residente y Andreu Gallén como director musical. El libreto y las letras fueron adaptados al castellano por Víctor Conde y Alicia Serrat a partir de la versión de 2009, pero introduciendo algunas variaciones.
Tras el cierre en la capital, la compañía se embarcó en un tour por las principales ciudades españolas que dio comienzo el 4 de julio de 2024 en el Palacio de las Artes Reina Sofía de Valencia y finalizó el 9 de marzo de 2025 en el Teatro Colón de La Coruña.

### México
2001
La première mexicana tuvo lugar el 24 de octubre de 2001 en el Centro Cultural de Ciudad de México, de la mano de OCESA y con la misma puesta en escena que se había presentado en Broadway cinco años antes. Este montaje, que permaneció en cartel hasta el 1 de septiembre de 2002, recibió a 220 000 espectadores durante las 329 funciones que se llevaron a cabo.
El elenco incluyó a Sandra Guida como Velma Kelly, Bianca Marroquín como Roxie Hart, Eugenio Montessoro como Billy Flynn, Darío Ripoll como Amos Hart, Laura Cortés como Mama Morton y Javier Medina como Mary Sunshine, con James Kelly como director residente. Para Bianca Marroquín el paso por la compañía mexicana de Chicago supuso su pasaporte a Broadway, donde dio vida a Roxie Hart por primera vez en verano de 2002.
2019
Entre el 16 de octubre de 2019 y el 15 de marzo de 2020 se repuso en el Teatro Telcel de Ciudad de México, producido de nuevo por OCESA y protagonizado por Biby Gaytán como Velma Kelly, María León como Roxie Hart, Pedro Moreno como Billy Flynn, Pepe Navarrete como Amos Hart, Michelle Rodríguez como Mama Morton y Rubén Plascencia como Mary Sunshine. En un principio estaba prevista una temporada más larga, pero la pandemia de COVID-19 obligó a adelantar el cierre. A modo de curiosidad y siguiendo la tendencia de contratar a estrellas invitadas como reclamo para la taquilla, los actores Angélica Vale y Marco Zunino también interpretaron a Mama Morton y Billy Flynn respectivamente en algunas representaciones.

### Otras producciones
Chicago se ha estrenado en más de 30 países en 5 continentes, sobre todo a raíz del éxito del revival de Broadway de 1996. Montajes réplica de esta versión han podido verse en Alemania, Argentina, Australia, Austria, Bélgica, Brasil, Canadá, China, Corea del Sur, Dinamarca, Emiratos Árabes, España, Estados Unidos, Filipinas, Francia, Grecia, Irlanda, Israel, Italia, Japón, México, Países Bajos, Portugal, Reino Unido, Rusia, Singapur, Sudáfrica, Suecia, Suiza, Tailandia, Taiwán y Turquía. En total acumula más de 34 millones de espectadores en todo el mundo.
El primer tour por Estados Unidos arrancó el 16 de abril de 1997 en el National Theatre de Washington D. C., con Jasmine Guy como Velma Kelly, Charlotte d'Amboise como Roxie Hart, Obba Babatundé como Billy Flynn, Ron Orbach como Amos Hart, Carol Woods como Mama Morton y M.E. Spencer como Mary Sunshine, y desde entonces el musical ha recorrido el país en numerosas ocasiones. En Reino Unido, la primera producción itinerante dio comienzo el 14 de septiembre de 2001 en la Opera House de Mánchester.
Ricard Reguant, quien ya había estado al frente del primer montaje en castellano de Chicago en España, volvió a dirigir el musical en 2004 en el Teatrul Naţional de Bucarest, Rumanía.
En diciembre de 2010, una versión reducida de 90 minutos debutó en el barco Allure of the Seas de la compañía de cruceros Royal Caribbean, como parte de su programación de musicales de Broadway.
Entre el 15 de febrero y el 19 de marzo de 2012, el Royal Center de Bogotá acogió una puesta en escena dirigida y coreografiada por Roberto Ayala, con un reparto encabezado por Andrea Guzmán como Velma Kelly, Stephanie Cayo como Roxie Hart, Juan Pablo Espinosa como Billy Flynn, Víctor Hugo Morant como Amos Hart, Yolanda Rayo como Mama Morton y Consuelo Luzardo como Mary Sunshine.
En Perú se representó entre el 6 de junio y el 22 de julio de 2012 en el Teatro Municipal de Lima, con dirección de Mateo Chiarella Viale y coreografía de Vania Masías. El actor Marco Zunino, quien ya había interpretado a Billy Flynn en el Ambassador Theatre de Broadway, volvió a repetir ese mismo personaje, acompañado de Tati Alcántara como Velma Kelly, Denisse Dibós como Roxie Hart, Paul Martin como Amos Hart, Elena Romero como Mama Morton y Javier Corrales como Mary Sunshine. A partir del 27 de julio de 2012, la producción fue trasferida al Teatro Marsano de Lima, donde se mantuvo en cartel hasta el 9 de septiembre de ese mismo año. Debido a compromisos adquiridos de Marco Zunino, Paul Martin asumió el papel de Billy Flynn en algunas funciones de esta segunda etapa del musical.
Una montaje dirigido y coreografiado por Karen Connolly pudo verse en el Teatro Municipal de Las Condes de Santiago de Chile entre el 17 de mayo y el 29 de junio de 2013, con Daniela Lhorente como Velma Kelly, Sigrid Alegría como Roxie Hart, Álvaro Espinoza como Billy Flynn, Gonzalo Muñoz-Lerner como Amos Hart, Alejandra León como Mama Morton y Andrés Sáez como Mary Sunshine.
La actriz Brooke Shields debutó como directora con una producción que se representó los días 26, 27 y 28 de julio de 2013 en el Hollywood Bowl de Los Ángeles, protagonizada por Samantha Barks como Velma Kelly, Ashlee Simpson como Roxie Hart, Stephen Moyer como Billy Flynn, Drew Carey como Amos Hart, Lucy Lawless como Mama Morton y Drew Tablak como Mary Sunshine.
El Teatro Teresa Carreño de Caracas acogió un montaje entre el 23 de noviembre y el 1 de diciembre de 2013, producido por Evenpro y Mimí Lazo. Luis Fernández fue el director de esta puesta en escena, que además contó con coreografía de Catherine Pintos, dirección musical de Eduardo Marturet y un elenco liderado por Nathalia Martínez como Velma Kelly, Judy Buendía como Roxie Hart, el propio Luis Fernández como Billy Flynn, Basilio Álvarez como Amos Hart, Mirtha Pérez como Mama Morton, J. Salazar como Mary Sunshine y Mimí Lazo como maestra de ceremonias.
En noviembre de 2014, como parte de las celebraciones del 100.º aniversario de la compañía Takarazuka, comenzó una nueva gira por Japón en la que todos los personajes fueron interpretados por mujeres. Posteriormente, esta versión también pudo verse en el Lincoln Center de Nueva York entre el 20 y el 24 de julio de 2016.

## Adaptación cinematográfica
En 2002, Chicago fue adaptado a la gran pantalla con Catherine Zeta-Jones, Renée Zellweger, Richard Gere, John C. Reilly, Queen Latifah y Christine Baranski en los papeles principales. Dirigida y coreografiada por Rob Marshall, y escrita por Bill Condon, la cinta fue aclamada por la crítica y obtuvo seis premios Óscar, incluyendo mejor película, siendo el primer filme musical en hacerse con ese galardón desde Oliver! en 1969.

## Personajes
| Personaje     | Descripción |
| Velma Kelly   | Una artista de vodevil juzgada por asesinar a su marido y a su hermana tras descubrir que tenían una aventura. Se enfrenta a Roxie Hart cuando esta le roba a su abogado Billy Flynn y acapara toda la atención de la prensa. |
| Roxie Hart    | Una aspirante a estrella de vodevil que es enviada a prisión después de asesinar a su amante durante una discusión. |
| Billy Flynn   | El abogado de Velma y Roxie. Tiene un historial impecable y está especializado en defender a celebridades a base de manipular a la opinión pública.                                                                           |
| Amos Hart     | El marido de Roxie. Es fiel y tiene buen carácter, pero también es bastante simplón. Nadie le presta atención y se pasa la mayor parte de la obra intentando que Roxie se interese por él.                                    |
| Mama Morton   | Funcionaria de prisiones en la cárcel del Condado de Cook. Hace favores a las presas obteniendo siempre algo a cambio. |
| Mary Sunshine | Una periodista que cubre los juicios de Velma y Roxie. En la mayoría de producciones, al final del espectáculo se revela que Sunshine es en realidad un hombre.                                                               |

## Números musicales
| Acto I                          |                                 |
| Título original                 | Título en España (2009)         |
| «Overture»                      | «Obertura»                      |
| «All That Jazz»                 | «Al son del jazz»               |
| «Funny Honey»                   | «Dulce bombón»                  |
| «Cell Block Tango»              | «Tango de la prisión»           |
| «When You're Good to Mama»      | «Si cuidáis a Mama»             |
| «Tap Dance»                     | «Tap Dance»                     |
| «All I Care About»              | «Lo que importa es el amor»     |
| «A Little Bit of Good»          | «Un poquito de bondad»          |
| «We Both Reached for the Gun»   | «A por el arma van»             |
| «Roxie»                         | «Roxie»                         |
| «I Can't Do It Alone»           | «Yo sola nunca podré»           |
| «I Can't Do It Alone (Reprise)» | «Yo sola nunca podré (Reprise)» |
| «My Own Best Friend»            | «Mi amiga fiel soy yo»          |
| Acto II                         |                                 |
| Título original                 | Título en España (2009)         |
| «Entr'acte»                     | «Entreacto»                     |
| «I Know a Girl»                 | «Hay una chica»                 |
| «Me and My Baby»                | «Mi niño y a mí»                |
| «Mister Cellophane»             | «Mister Celofán»                |
| «When Velma Takes the Stand»    | «Y Velma tiene un plan»         |
| «Razzle Dazzle»                 | «Deslúmbralos»                  |
| «Class»                         | «Clase»                         |
| «Nowadays»                      | «Hoy por hoy»                   |
| «Hot Honey Rag»                 | «Hot Honey Rag»                 |
| «Finale»                        | «Final»                         |

## Estilo de la música y de la puesta en escena
Según Fred Ebb y John Kander, el estilo vodevilesco de Chicago se debe a que los personajes y sus respectivos números musicales fueron escritos inspirándose en artistas reales de este género teatral como Texas Guinan (Velma Kelly), Helen Morgan (Roxie Hart), Ted Lewis (Billy Flynn), Sophie Tucker (Mama Morton), Eddie Cantor o Bert Williams.
Muchos de los elementos característicos de Chicago no estaban presentes en el libreto original y fueron incorporados cuando el musical fue puesto en escena por primera vez. Por ejemplo, el doble chasquido de dedos de «Razzle Dazzle» fue un añadido de última hora sugerido por Fred Ebb. Cuando Bob Fosse lo escuchó quedó encantado con el detalle y decidió mantenerlo. Además, durante los ensayos, la escena de «Razzle Dazzle» consistía en una orgía en la escalinata del juzgado, pero fue modificada a petición del actor Jerry Orbach porque se alejaba de la sutileza brechtiana intrínseca en la canción.
En un principio, el espectáculo se cerraba con el número musical «Loopin' the Loop» interpretado por Gwen Verdon y Chita Rivera, pero Fosse consideró que era demasiado amateur y pidió algo más glamoroso. Así fue como se introdujo «Nowadays», aunque un fragmento instrumental de «Loopin' the Loop» aún puede escucharse en la obertura. Otros pasajes que fueron suprimidos de la parte final fueron «Keep It Hot» y «R.S.V.P.».
Un personaje llamado «The Agent», interpretado por David Rounds, y su tema «Ten Percent» fueron eliminados por completo. «The Agent» explotaba la fama de las presas para su propio provecho y hacía las funciones de maestro de ceremonias, características heredadas por Mama Morton y varios miembros del elenco. Además de «Ten Percent», también fueron desechadas del libreto las canciones «No» (interpretada por Roxie y el ensamble masculino), «Rose Colored Glasses» (predecesora de «A Little Bit of Good»), «It» y «Pansy Eyes», así como una versión alternativa de «We Both Reached for the Gun».
Parte de la letra original de «Class» fue censurada por Fosse al considerarla demasiado soez. Años después, los versos «Every guy is a snot/Every girl is a twat» se recuperaron para la película de 2002, aunque finalmente la escena no fue incluida en el montaje definitivo.

## Repartos originales

### Broadway/West End
| Personaje     | Broadway (1975)   | West End (1979) | Broadway (1996) | West End (1997)  | West End (2018)    |
| Velma Kelly   | Chita Rivera      | Jenny Logan     | Bebe Neuwirth   | Ute Lemper       | Josefina Gabrielle |
| Roxie Hart    | Gwen Verdon       | Antonia Ellis   | Ann Reinking    | Ruthie Henshall  | Sarah Soetaert     |
| Billy Flynn   | Jerry Orbach      | Ben Cross       | James Naughton  | Henry Goodman    | Cuba Gooding Jr.   |
| Amos Hart     | Barney Martin     | Don Fellows     | Joel Grey       | Nigel Planer     | Paul Rider         |
| Mama Morton   | Mary McCarty      | Hope Jackman    | Marcia Lewis    | Meg Johnson      | Ruthie Henshall    |
| Mary Sunshine | Michael O'Haughey | G. Lyons        | David Sabella   | Charles Shirvell | Alan Richardson    |

### América Latina
| Personaje     | Buenos Aires (1977) | Buenos Aires (2001) | Ciudad de México (2001) | Buenos Aires (2010) | Ciudad de México (2019) |
| Velma Kelly   | Ámbar La Fox        | Sandra Guida        | Sandra Guida            | Melania Lenoir      | Biby Gaytán             |
| Roxie Hart    | Nélida Lobato       | Alejandra Radano    | Bianca Marroquín        | Natalia Cociuffo    | María León              |
| Billy Flynn   | Marty Cosens        | Rodolfo Valss       | Eugenio Montessoro      | Martín Ruiz         | Pedro Moreno            |
| Amos Hart     | Juan Carlos Thorry  | Salo Pasik          | Darío Ripoll            | Horacio Vay         | Pepe Navarrete          |
| Mama Morton   | Jovita Luna         | María Rosa Fugazot  | Laura Cortés            | Alejandra Perlusky  | Michelle Rodríguez      |
| Mary Sunshine | J. L. López         | Marcelo de Paula    | Javier Medina           | Matías Rivero       | Rubén Plascencia        |

### España
| Personaje     | Barcelona (1997) | Madrid (1999)      | Madrid (2009)   | Madrid (2023)  |
| Velma Kelly   | Ester Bartomeu   | Àngels Gonyalons   | Natalia Millán  | Ela Ruiz       |
| Roxie Hart    | Àngels Marcer    | Mar Regueras       | Marcela Paoli   | Silvia Álvarez |
| Billy Flynn   | Jaume Bernet     | Joan Crosas        | Manuel Bandera  | Ivan Labanda   |
| Amos Hart     | Xavier Serrat    | Juan Carlos Martín | Fedor de Pablos | Alejandro Vera |
| Mama Morton   | Emma Gómez       | Lia Uyá            | Linda Mirabal   | Inma Cuevas    |
| Mary Sunshine | Jaume Giró       | Lorenzo Moncloa    | Gerónimo Rauch  | Albert Bolea   |

Reemplazos destacados en la producción española de 1999
- Velma Kelly: Carmen Conesa
- Roxie Hart: Sonia Dorado
- Billy Flynn: Tomy Álvarez
- Amos Hart: Ferran Castells
- Mama Morton: Ana Eva Cruellas
- Mary Sunshine: Carles Alexandre

Reemplazos destacados en la producción española de 2009
- Velma Kelly: Marta Ribera
- Roxie Hart: María Blanco
- Billy Flynn: Carlos Lozano,[42] Manuel Rodríguez
- Mama Morton: Marta Valverde
- Mary Sunshine: Jaume Giró

Reemplazos destacados en la producción española de 2023
- Roxie Hart: Teresa Abarca
- Billy Flynn: Jaime Zatarain
- Amos Hart: Ángel Saavedra, Lluis Canet
- Mama Morton: Amparo Saizar

## Grabaciones
Existen varios álbumes interpretados en sus respectivos idiomas por los elencos de Broadway (1975 y 1996), Australia (1981), Londres (1998), Austria (1998), Países Bajos (1999) y Alemania (2014).
Hasta la fecha no se ha editado ningún álbum en español, aunque para la producción de Madrid de 2009, las canciones «All That Jazz», «All I Care About» y «Roxie» fueron grabadas con fines promocionales por Natalia Millán, Manuel Bandera y Marcela Paoli respectivamente, mientras que para la gira por España de 2010 se hizo lo propio con Marta Ribera, Carlos Lozano y María Blanco. También existe un medley en español de las canciones «Funny Honey», «Me and My Baby» y «Nowadays» interpretadas por Bianca Marroquín, que se incluyó en la reedición del 10.º aniversario del álbum de Broadway.

## Premios y nominaciones

### Producción original de Broadway
| Año  | Premio           | Categoría                            | Nominado                      | Resultado |
| ---- | ---------------- | ------------------------------------ | ----------------------------- | --------- |
| 1976 | Tony Award       | Mejor musical                        | Mejor musical                 | Nominado  |
| 1976 | Tony Award       | Mejor libreto de un musical          | Bob Fosse, Fred Ebb           | Nominados |
| 1976 | Tony Award       | Mejor música original                | John Kander, Fred Ebb         | Nominados |
| 1976 | Tony Award       | Mejor actor principal en un musical  | Jerry Orbach                  | Nominado  |
| 1976 | Tony Award       | Mejor actriz principal en un musical | Chita Rivera                  | Nominada  |
| 1976 | Tony Award       | Mejor actriz principal en un musical | Gwen Verdon                   | Nominada  |
| 1976 | Tony Award       | Mejor dirección en un musical        | Bob Fosse                     | Nominado  |
| 1976 | Tony Award       | Mejor coreografía                    | Bob Fosse                     | Nominado  |
| 1976 | Tony Award       | Mejor diseño de escenografía         | Tony Walton                   | Nominado  |
| 1976 | Tony Award       | Mejor diseño de vestuario            | Patricia Zipprodt             | Nominada  |
| 1976 | Tony Award       | Mejor diseño de iluminación          | Jules Fisher                  | Nominado  |
| 1976 | Drama Desk Award | Mejor actor en un musical            | Jerry Orbach                  | Nominado  |
| 1976 | Drama Desk Award | Mejor diseño de iluminación          | Jules Fisher                  | Ganador   |
| 1976 | Grammy Award     | Mejor álbum de teatro musical        | Mejor álbum de teatro musical | Nominado  |

### Producción original del West End
| Año  | Premio        | Categoría                  | Nominado            | Resultado |
| ---- | ------------- | -------------------------- | ------------------- | --------- |
| 1979 | Olivier Award | Mejor musical nuevo        | Mejor musical nuevo | Nominado  |
| 1979 | Olivier Award | Mejor actor en un musical  | Ben Cross           | Nominado  |
| 1979 | Olivier Award | Mejor actriz en un musical | Antonia Ellis       | Nominada  |

### Producción de Broadway de 1996
| Año  | Premio                               | Categoría                             | Nominado                      | Resultado |
| ---- | ------------------------------------ | ------------------------------------- | ----------------------------- | --------- |
| 1997 | Drama Desk Award                     | Mejor revival de un musical           | Mejor revival de un musical   | Ganador   |
| 1997 | Drama Desk Award                     | Mejor actor en un musical             | James Naughton                | Nominado  |
| 1997 | Drama Desk Award                     | Mejor actriz en un musical            | Bebe Neuwirth                 | Ganadora  |
| 1997 | Drama Desk Award                     | Mejor actor de reparto en un musical  | Joel Grey                     | Ganador   |
| 1997 | Drama Desk Award                     | Mejor actriz de reparto en un musical | Marcia Lewis                  | Nominada  |
| 1997 | Drama Desk Award                     | Mejor coreografía                     | Ann Reinking                  | Ganadora  |
| 1997 | Drama Desk Award                     | Mejor dirección en un musical         | Walter Bobbie                 | Ganador   |
| 1997 | Drama Desk Award                     | Mejor diseño de iluminación           | Ken Billington                | Ganador   |
| 1997 | Tony Award                           | Mejor revival de un musical           | Mejor revival de un musical   | Ganador   |
| 1997 | Tony Award                           | Mejor actor principal en un musical   | James Naughton                | Ganador   |
| 1997 | Tony Award                           | Mejor actriz principal en un musical  | Bebe Neuwirth                 | Ganadora  |
| 1997 | Tony Award                           | Mejor actriz de reparto en un musical | Marcia Lewis                  | Nominada  |
| 1997 | Tony Award                           | Mejor dirección en un musical         | Walter Bobbie                 | Ganador   |
| 1997 | Tony Award                           | Mejor coreografía                     | Ann Reinking                  | Ganadora  |
| 1997 | Tony Award                           | Mejor diseño de vestuario             | William Ivey Long             | Nominado  |
| 1997 | Tony Award                           | Mejor diseño de iluminación           | Ken Billington                | Ganador   |
| 1997 | New York Drama Critics' Circle Award | Mención especial                      | Mención especial              | Ganador   |
| 1998 | Grammy Award                         | Mejor álbum de teatro musical         | Mejor álbum de teatro musical | Ganador   |

### Producción del West End de 1997
| Año  | Premio        | Categoría                     | Nominado                      | Resultado |
| ---- | ------------- | ----------------------------- | ----------------------------- | --------- |
| 1997 | Olivier Award | Mejor musical                 | Mejor musical                 | Ganador   |
| 1997 | Olivier Award | Mejor actor en un musical     | Henry Goodman                 | Nominado  |
| 1997 | Olivier Award | Mejor actriz en un musical    | Ute Lemper                    | Ganadora  |
| 1997 | Olivier Award | Mejor actriz en un musical    | Ruthie Henshall               | Nominada  |
| 1997 | Olivier Award | Mejor dirección               | Walter Bobbie                 | Nominado  |
| 1997 | Olivier Award | Mejor coreografía             | Ann Reinking                  | Nominada  |
| 1997 | Olivier Award | Mejor diseño de vestuario     | William Ivey Long             | Nominado  |
| 1999 | Grammy Award  | Mejor álbum de teatro musical | Mejor álbum de teatro musical | Nominado  |

### Producción española de 1999
| Año  | Premio     | Categoría                          | Nominado                           | Resultado |
| ---- | ---------- | ---------------------------------- | ---------------------------------- | --------- |
| 2000 | Premio Max | Mejor espectáculo musical o lírico | Mejor espectáculo musical o lírico | Ganador   |
| 2000 | Premio Max | Mejor diseño de vestuario          | Pere Francesch                     | Nominado  |
| 2000 | Premio Max | Mejor diseño de iluminación        | Nicolas Fischtel                   | Nominado  |
| 2000 | Premio Max | Mejor dirección musical            | Xavier Navarro, Arnau Vilà         | Ganadores |

### Producción española de 2009
| Año  | Premio                    | Categoría                   | Nominado          | Resultado |
| ---- | ------------------------- | --------------------------- | ----------------- | --------- |
| 2010 | Premio del Teatro Musical | Mejor musical               | Mejor musical     | Nominado  |
| 2010 | Premio del Teatro Musical | Mejor coreografía           | Gary Chryst       | Nominado  |
| 2010 | Premio del Teatro Musical | Mejor figurinista           | William Ivey Long | Nominado  |
| 2010 | Premio del Teatro Musical | Mejor diseño de iluminación | Miguel Miñambres  | Nominado  |
| 2010 | Premio del Teatro Musical | Mejor diseño de sonido      | Rick Clarke       | Nominado  |
| 2010 | Premio del Teatro Musical | Mejor actor de reparto      | Gerónimo Rauch    | Nominado  |

### Producción española de 2023
| Año  | Premio                    | Categoría                                 | Nominado       | Resultado |
| ---- | ------------------------- | ----------------------------------------- | -------------- | --------- |
| 2024 | Premio Talía              | Mejor dirección musical de teatro musical | Andreu Gallén  | Nominado  |
| 2024 | Premio del Teatro Musical | Mejor actriz protagonista                 | Silvia Álvarez | Nominada  |
| 2024 | Premio del Teatro Musical | Mejor actor de reparto                    | Alejandro Vera | Nominado  |
| 2024 | Premio del Teatro Musical | Interpretación destacada femenina         | Ela Ruiz       | Nominada  |